# Julian Winston Sebastian Fernando
Julian Winston Sebastian Fernando, SSS (Moratuwa, 16 de janeiro de 1945) é um clérigo católico romano do Sri Lanka e bispo emérito de Badulla.

## Biografia
Julian Winston Sebastian Fernando entrou na Congregação do Santíssimo Sacramento e foi ordenado sacerdote em 6 de setembro de 1975. Foi secretário executivo nacional da 2ª Convenção Pastoral Nacional (1993-1995), que implementou os decretos do Concílio Vaticano II no Sri Lanka.
O Papa João Paulo II nomeou-o Bispo de Badulla em 3 de março de 1997. Foi o primeiro asiático a se tornar bispo de sua congregação, que contava com outros três bispos, para a América do Norte, América Latina e África.
O núncio apostólico no Sri Lanka, Osvaldo Padilla, concedeu-lhe a consagração episcopal em 14 de junho do mesmo ano; os co-consagradores foram Nicholas Marcus Fernando, arcebispo de Colombo, e Edmund Joseph Fernando, OMI, bispo emérito de Badulla.
Dom Winston foi o presidente da Comissão Nacional Católica para Leigos da Conferência Episcopal do Sri Lanka e presidente da Conferência Episcopal, de 21 de fevereiro de 2017 a 10 de junho de 2022.
Em 30 de janeiro de 2023, o Papa Francisco aceitou a renúncia de Julian Winston Sebastian Fernando por motivos de idade; permaneceu como administrador apostólico até 22 de abril, com a posse de Echchampulle Arachchige Jude Nishanta Silva.